# Ariel Rechtshaid
Ariel Rechtshaid (sinh ngày 23 tháng 3 năm 1979) là một nhà sản xuất thu âm, nhà thiết kế âm thanh, người chơi đa nhạc cụ, và người viết bài hát người Mỹ đã từng đạt giải Grammy. Anh đã từng là hát chính và chơi guitar cho ban nhạc ska/pop-punk The Hippos, và nhóm nhạc indie folk-rock Foreign Born. Anh là nhà sản xuất cho đĩa đơn đứng đầu bảng xếp hạng Billboard Hot 100, "Hey There Delilah", của Plain White T's năm 2007, và sau đó cũng đã hợp tác sản xuất với Kylie Minogue, Murs, We Are Scientists, Cass McCombs, Glasser, Alex Clare, Sky Ferreira, Major Lazer, Charli XCX, Usher, Justin Bieber, Haim và Vampire Weekend. Rechtshaid đồng sáng tác đĩa đơn năm 2012 "Climax" của Usher, đĩa đơn đã thắng giải Grammy Award năm 2013 cho hạng mục Trình diễn R&B Xuất sắc nhất. Rechtshaid được đề cử cho giải Grammy Award năm 2014 cho Nhà Sản xuất của Năm và chiến thắng hạng mục này với việc sản xuất cho album Modern Vampires of the City của Vampire Weekend.

## Sản xuất và viết bài hát
Công việc sản xuất và viết bài hát của Rechtshaid được ghi chú ở rất nhiều album. Anh đã sản xuất và sáng tác cùng với Madonna, Kylie Minogue, Usher, Blood Orange, Charli XcX, Sky Ferreira, Vampire Weekend, HAIM, Plain White T's, Cass McCombs, Theophilus London, Glasser, We Are Scientists, Major Lazer, Fool's Gold, Foreign Born, Valencia, và Murs. Anh cùng là người cộng tác của công ty cuất bản và sản xuất âm nhạc Heavy Duty. Rechtshaid hiện cư trú tại Echo Park, Los Angeles.

## Danh sách đĩa nhạc

### Với The Hippos
- 2003: The Hippos, Olympic Records
- 1999: Heads Are Gonna Roll, Interscope
- 1998: Forget the World

### Với Foreign Born
- 2009: Person to Person, Secretly Canadian
- 2007: On the Wing Now, Dim Mak
- 2005: In the Remote Woods, StarTime International Records (EP)

### Danh sách sản xuất và sáng tác
| Năm phát hành | Nghệ sĩ           | Album                                                                     | Nhãn đĩa               |
| ------------- | ----------------- | ------------------------------------------------------------------------- | ---------------------- |
| 2015          | Little Boots      | Better In The Morning                                                     | On Repeat              |
| 2015          | Brandon Flowers   | The Desired Effect                                                        | Island                 |
| 2015          | Carly Rae Jepsen  | "All That"                                                                | Interscope             |
| 2015          | Tobias Jesso Jr.  | "Without You" - Goon                                                      | True Panther Sounds    |
| 2015          | Rae Morris        | Unguarded                                                                 | Atlantic               |
| 2015          | Madonna           | "Living for Love"- Rebel Heart                                            | Interscope Records     |
| 2014          | Charli XCX        | "Doing It"- Sucker                                                        | Atlantic               |
| 2014          | Beyoncé           | "Ring Off" - BEYONCÉ                                                      | Columbia               |
| 2014          | Charli XCX        | "Kingdom" hợp tác với Simon Le Bon - The Hunger Games: Mockingjay, Part 1 | Republic               |
| 2014          | Calvin Harris     | "Pray to God" hợp tác với HAIM - Motion                                   | Columbia, Fly Eye      |
| 2014          | Rae Morris        | "Do You Even Know?", "Closer"                                             | Atlantic Records       |
| 2014          | Kylie Minogue     | "If Only", "Golden Boy" - Kiss Me Once                                    | Parlophone             |
| 2013          | Sky Ferreira      | Night Time, My Time                                                       | Capitol                |
| 2013          | Jagga             | "Brutal Beauty"                                                           |                        |
| 2013          | HAIM              | Days Are Gone                                                             | Polydor/Columbia       |
| 2013          | Mikky Ekko        | "Kids"                                                                    | RCA                    |
| 2013          | Vampire Weekend   | Modern Vampires of the City                                               | XL                     |
| 2013          | Haim              | Falling EP                                                                | Polydor/Columbia       |
| 2013          | Charli XCX        | True Romance                                                              | IAMSOUND               |
| 2013          | YADi              | "The Blow"                                                                | Warner                 |
| 2013          | Snoop Lion        | Reincarnated                                                              | RCA                    |
| 2013          | Major Lazer       | "You're No Good," "Reach for the Stars" - Free the Universe               | Secretly Canadian      |
| 2013          | Little Boots      | "Satellites" - Nocturnes                                                  | On Repeat              |
| 2013          | Solange Knowles   | True EP                                                                   | Terrible Records       |
| 2012          | No Doubt          | Push and Shove                                                            | Interscope             |
| 2012          | Sky Ferreira      | "Everything is Embarrassing"                                              | EMI                    |
| 2012          | Usher             | "Climax" - Looking 4 Myself                                               | RCA                    |
| 2011          | Theophilus London | Timez are Weird These Days                                                | Sire                   |
| 2011          | Cass McCombs      | Wit's End                                                                 | Domino                 |
| 2011          | Blood Orange      | Coastal Grooves                                                           | Domino                 |
| 2011          | Alex Clare        | The Lateness of the Hour                                                  | Island UK              |
| 2011          | Active Child      | You Are All I See                                                         | Vagrant                |
| 2011          | Cass McCombs      | Humor Risk                                                                | Domino                 |
| 2010          | We Are Scientists | Barbara                                                                   | PIAS Recordings        |
| 2010          | Rolo Tomassi      | Cosmology                                                                 | Hassle Records         |
| 2010          | Glasser           | Ring                                                                      | True Panther/Matador   |
| 2009          | Cass McCombs      | Catacombs                                                                 | Domino                 |
| 2009          | Foreign Born      | Person to Person                                                          | Secretly Canadian      |
| 2008          | Valencia          | We All Need a Reason to Believe                                           | Columbia               |
| 2008          | We Are Scientists | Brain Thrust Mastery                                                      | Virgin EMI             |
| 2007          | Foreign Born      | On the Wing Now                                                           | Dim Mak                |
| 2006          | We Are Scientists | Crap Attack                                                               | Virgin EMI             |
| 2006          | Plain White T's   | Hey There Delilah                                                         | Hollywood Records      |
| 2006          | Plain White T's   | Every Second Counts                                                       | Hollywood Records      |
| 2005          | We Are Scientists | With Love and Squalor                                                     | Virgin EMI             |
| 2005          | Plain White T's   | All That We Needed                                                        | Fearless Records       |
| 2005          | Foreign Born      | In the Remote Woods                                                       | StarTime International |
| 2004          | Solea             | Solea                                                                     | Textbook Music         |
| 2003          | Murs              | The End of the Beginning                                                  | Definitive Jux         |